# Смрековица
Смрековица је насељено мјесто у Босни и Херцеговини, у општини Бреза, које административно припада Федерацији Босне и Херцеговине. Према попису становништва из 2013. у насељу је живјело 440 становника.

## Становништво
| Националност       | 1991.        | 1981.        | 1971.        |
| Муслимани          | 253 (49,51%) | 118 (39,86%) | 152 (49,35%) |
| Срби               | 183 (35,81%) | 147 (49,66%) | 150 (48,70%) |
| Хрвати             | 51 (9,98%)   | 16 (5,40%)   | 6 (1,94%)    |
| Југословени        | 19 (3,71%)   | 13 (4,39%)   | 0            |
| остали и непознато | 5 (0,97%)    | 2 (0,67%)    | 0            |
| Укупно             | 511          | 296          | 308          |